# Pristimantis percnopterus
Pristimantis percnopterus es una especie de anfibio anuro de la familia Strabomantidae.

## Distribución
Esta especie es endémica de Perú. Habita en las regiones de Amazonas y Cajamarca entre los 1 138 y 2 400 m de altitud en la Cordillera del Cóndor y el norte de la Cordillera Central.
Su presencia es incierta en Ecuador.

## Descripción
Los machos miden de 21.5 a 23.2 mm y las hembraa 25.9 mm.

## Etimología
El nombre específico percnopterus proviene del griego perknopteros, el buitre, en referencia al Cóndor de los Andes que dio su nombre a la Cordillera del Cóndor, donde esta especie fue descubierta.

## Publicación original
- Duellman & Pramuk, 1999 : Frogs of the genus Eleutherodactylus (Anura: Leptodactylidae) in the Andes of northern Peru. Scientific Papers Natural History Museum the University of Kansas, vol. 13, p. 1-78[5]